# Scilly Cay
Scilly Cay est une île du territoire d'Anguilla dans les Petites Antilles.